# Dieter Matzner

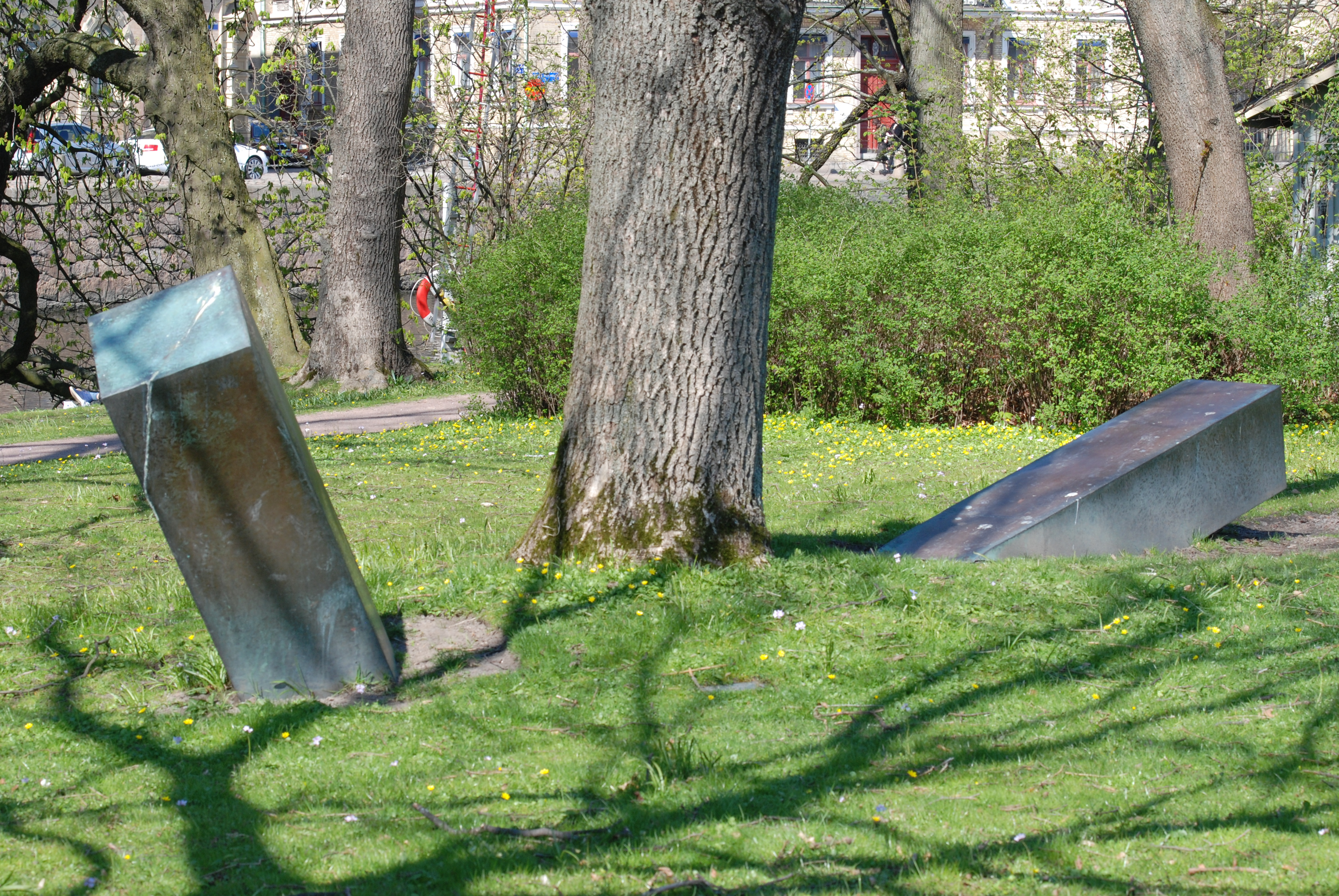
Skulpturen Pan av Dieter Metzner i Trädgårdsföreningen i Göteborg.

Dieter Richard Werner Matzner, född 17 april 1936 i Liegnitz, Tyskland, är en tysk-svensk konstpedagog, skulptör målare och tecknare.
Matzner studerade vid Konsthögskolan i Braunschweig och bosatte sig efter studierna i Sverige. Bland hans offentliga arbeten märks utsmyckningar för Svalebo sjukhem i Göteborg, Alingsås lasarett, Alströmer-skolan i Alingsås och Barnarpsskolan i Jönköping. Hans konst består av teckningar och målningar i surrealistisk anda samt figurativa skulpturer. Han var under en period verksam som lärare i färg och form vid Konstindustriskolan på Göteborgs universitet. Matzner är representerad vid Norrköpings konstmuseum, Kalmar konstmuseum, Borås konstmuseum, Östergötlands museum och Alingsås museum. Han gav ut boken Dieter Matzner, måleri 1999-2009 2010.